# Matimba
Matimba é uma canção da cantora brasileira Claudia Leitte, gravada para seu segundo extended play Sette. Foi lançada nas rádios no dia 9 de outubro de 2014 sob o selo da 2T's Entretenimento. A canção foi composta por Luciano Pinto, Fábio Alcântara, Claudia Leitte, Duller e Samir, sendo três deles compositores do hit "Largadinho". No dia 1 de outubro de 2014, ocorreu o vazamento da canção através da rádio "Imparsom FM", que foi a primeira a postar a canção na internet, através do Youtube. No dia 9 de dezembro de 2014 foi lançada uma versão remix da canção em parceria com o rapper americano Big Sean e com o rapper brasileiro MC Guimê. A mesma versão ganhou uma maior projeção na imprensa internacional. Em 11 de novembro de 2014, Claudia Leitte iniciou um concurso em seu site oficial para criar uma versão remix para a canção, disponibilizando os downloads das bases da canção. A canção ganhou o "Troféu 96 FM" na categoria de melhor canção do Carnatal.

## Composição e temática
A canção foi composta por Luciano Pinto, Fábio Alcântara, Claudia Leitte, Duller e Samir. Anteriormente Fábio Alcântara, Duller e Samir fizeram outras composições para Claudia, como "Largadinho" e "Tarraxinha". Luciano Pinto que acompanha Claudia desde a formação inicial do Babado Novo, já havia composto diversas músicas com Claudia, como "Arriba (Xenhenhém)", "Elixir", "Eu Fico", "Lirirrixa", "Preto, Se Você Me Der Amor" e "Sem Você, Tô Mal".
A canção fala sobre o ritmo de dança africano "Matimba" que traz similaridades com o kuduro. Na canção, "Matimba" é descrita como "uma mistura de kuduro e guitarrada". Além de falar sobre "Matimba", a canção também fala sobre "o que você faria se o mundo acabasse amanhã?", coincidindo com o tema do carnaval de 2015 da escola de samba Mocidade Independente de Padre Miguel, escola na qual Claudia Leitte é rainha de bateria.
Nos bastidores do show "Barzinho da Negalora" realizado em Salvador, Bahia no dia 25 de outubro de 2014, Claudia explicou mais sobre a temática da canção: "'Matimba' é um ritmo africano, mas pra mim, é liberdade. A gente está muito conectado com o celular, o tempo inteiro assistindo vídeos no computador, na televisão e a gente as vezes se esquece de olhar para o céu, de abraçar uma pessoa que a gente ama, de dizer pra pessoa que a gente ama, de demonstrar carinho por alguém. Às vezes a gente nem dorme direito por causa do 'zap zap' (WhatsApp). E a matimba pra mim é você ouvir o som e dizer 'lembrei!'. Sabe aqueles papeizinhos coloridos de lembrete? 'Levanta agora e vai fazer alguma coisa diferente! Se o mundo acabar amanhã, o que você vai fazer? Vai ficar aí nesse 'zap zap'?! Levanta, beija!".

## Lançamento
A canção vazou na internet no dia 1 de outubro de 2014, através de uma rádio que publicou a canção no Youtube. No dia 9 de outubro de 2014 ocorreu o lançamento oficial da canção nas rádios do Brasil. No dia 10 de outubro a canção foi disponibilizada para download digital em diversas lojas especializadas. Dois dias após o lançamento para download digital, a canção foi disponibilizada para streaming no Spotify. No dia 9 de dezembro de 2014 foi lançada uma versão remix da canção em parceria com os rappers Big Sean e MC Guimê. A versão remix foi disponiblizada para pré-venda nas lojas virtuais em 12 de dezembro para ser lançada no dia 16 de dezembro de 2014 Em 6 de janeiro de 2015, a canção ganhou um remix não oficial com elementos trap feito pelo DJ Rody Martins.

## Divulgação

Outdoor de divulgação da canção.

Para divulgação da canção, no dia 9 de outubro de 2014 Claudia Leitte apresentou ao público o mascote "Matimbinha", descrito como "uma mistura de kuduro e guitarrada". O mascote ganhou um perfil no Instagram e está presente na capa do single oficial. No mesmo dia foi disponibilizado na conta oficial de Claudia no Youtube a coreografia oficial da canção. No dia 23 de outubro de 2014, Claudia Leitte divulgou a canção durante sua participação no Bahia Meio Dia. Um outdoor divulgando a canção e o Bloco Largadinho foi exposto em Salvador, Bahia. Em 11 de novembro de 2014, Claudia Leitte iniciou um concurso em seu site oficial para criar uma versão remix para a canção, disponibilizando os downloads das bases da canção. A canção está presente na compilação "Axé Bahia 2015", lançada pela Universal Music.
Mesmo sem ter tido um videoclipe, Claudia Leitte revelou durante uma entrevista que havia interesses em fazer um videoclipe para a canção: "Eu vou fazer um videoclipe agora, que tem muito a ver com isso, então não vou revelar as minúcias. Mas eu posso falar que eu ia me esforçar muito pra produzir uma onda de amor muito grande pras pessoas sentirem isso em todos os cantos. Porque eu sou uma artista, né? Então eu tenho uma voz que ecoa e ai nesse vídeo clipe que eu vou gravar você vai ter uma noção do que eu iria fazer (se o mundo fosse acabar). Mas eu iria ficar louca! Eu sou louca!".

## Recepção da crítica
"Matimba" em geral recebeu crítica positivas de diversos sites especializado em música. O Ômega Hitz disse que a música seria um possível novo hit para o carnaval brasileiro. O portal Contém POP notou que "Claudia Leitte volta para o básico em "Matimba" com um toque de contemporaneidade que deixa a faixa afinada com tudo o que toca atualmente". O portal "B'POP" ressaltou que a canção está completamente dentro dos padrões para ser um hit do carnaval de 2015. Para o portal, Claudia usou dois elementos que ela sabe que dá certo: "um ritmo gostosinho de dançar, que não exige coreografia difícil, que todo mundo consegue fazer em meio aos trios elétricos no verão, e uma letra que fala de uma vila "lascada, sem dinheiro e mal paga"", notando que o trecho em destaque lembra o sucesso Lepo Lepo de Psirico. O site "Cuíra Musical" citou que a canção traz a empolgação necessária para um hit do verão, com elementos culturais interessantes e uma letra grudenta. O site do evento "Carnatal" aprovou a canção, lembrando que a canção traz similaridades com o single de sucesso Largadinho. Foi eleito pela Capricho o hit que vai bombar no verão de 2015, ocupando a primeira posição. Foi eleita uma das canções do verão de 2015 pela redação do site espanhol "Mujer Hoy".
O remix foi bem aceito pela crítica em geral. Purebreak chamou o remix de incrível, ressaltando que essa versão promete dar mais um destaque a Claudia na gringa. Papel Pop destacou o break com o twerk. Diego Sioli do blog Popssauro do jornal O Povo achou incrível o resultado do remix, citando que o mesmo mistura o pop com hip hop e música latina.

## Desempenho comercial
A canção alcançou a décima posição em sua semana de lançamento na iTunes Store brasileira. Foi a terceira canção mais executada em Salvador no mês de dezembro.

## Promoção
A primeira apresentação ao vivo da canção aconteceu no dia 11 de outubro de 2014 durante um show na cidade de Ouro Branco, Minas Gerais, onde Claudia Leitte apresentou a canção na abertura e no final do show, ensinando a coreografia para os fãs. "Matimba" foi inclusa na abertura e no final da "Sette2 Tour", primeira turnê de Claudia Leitte após o lançamento da canção. A primeira performance televisionada da canção aconteceu no dia 23 de outubro de 2014 durante uma participação da cantora no Bahia Meio Dia.

## Remix
Durante uma sessão de entrevistas nos bastidores da gravação do Show da Virada, Claudia Leitte afirmou que fez uma versão da canção com o rapper americano Big Sean: "Conheci o Big Sean por conta da produtora que assinei contrato. Rolou simpatia e acabamos fazendo a música 'Matimba' juntos. Será o carro chefe do meu carnaval". Essa foi a primeira vez que Claudia falou sobre a nova versão de "Matimba", que foi lançada um mês após o lançamento da versão original.
Após o lançamento do remix, Claudia falou novamente sobre a parceria com Big Sean e MC Guimê em uma entrevista para o conteúdo web do The Voice Brasil: "Fui à casa de Big Sean, a gente se encontrou e ficou uma tarde inteira conversando sobre música. Eu apresentei um monte de coisa para ele, e ele para mim. A gente foi se entendendo e ficando parceiro, tipo eu e Guimê". A princípio Claudia queria colocar um rapper americano para acompanhar ela e Guimê na canção: "Quando eu comecei a construir a música, a gente estava lá em Los Angeles e eu tinha tido contato com vários artistas da casa onde estou trabalhando. Pensei em colocar um rapper gringo fazendo esse mix comigo e com Guimê".
O remix foi lançado através de um hotsite na página oficial de Claudia junto com imagens de divulgação e papéis de parede. Em 16 de dezembro de 2014 foi lançado em download digital. O remix está presente na edição física do extended play Sette, lançado pela Radar Records no dia 17 de dezembro de 2014. Só houve uma performance ao vivo da versão remix de "Matimba", sendo apresentada durante o penúltimo episódio da terceira temporada do The Voice Brasil em 19 de dezembro. Claudia Leitte apresentou ao lado de MC Guimê.

## Formatos e faixas
- Single digital[2]

1. "Matimba" - 3:43

- Single digital — remix[18]

1. "Matimba (Remix)" (part. Big Sean e MC Guimê) - 3:03

## Desempenho nos charts musicais
| País   | Parada (2014)                                | Melhor posição |
| ------ | -------------------------------------------- | -------------- |
| Brasil | Billboard Brasil Regional Salvador Hot Songs | 3              |

## Prêmios e indicações
Lista de prêmios e indicações pela canção Matimba.
| Ano  | Premiação         | Categoria     | Resultado |
| ---- | ----------------- | ------------- | --------- |
| 2014 | Troféu Carnatal   | Melhor Música | Venceu    |
| 2015 | Troféu Band Folia | Melhor Música | Indicado  |

## Histórico de lançamento
| País   | Data                   | Formato(s)                                       | Gravadora           |
| ------ | ---------------------- | ------------------------------------------------ | ------------------- |
| Brasil | 9 de outubro de 2014   | Airplay                                          | 2T's Entretenimento |
| Brasil | 10 de outubro de 2014  | download digital                                 | 2T's Entretenimento |
| Brasil | 12 de outubro de 2014  | Streaming                                        | 2T's Entretenimento |
| Brasil | 9 de dezembro de 2014  | Remix Big Sean e MC Guimê                        | 2T's Entretenimento |
| Brasil | 16 de dezembro de 2014 | download digital — Remix com Big Sean e MC Guimê | 2T's Entretenimento |